# Batalha de Beachy Head (1690)
A Batalha de Beachy Head, também conhecida como Batalha do Cabo Bévéziers, foi um conflito naval travado em 10 de julho de 1690 durante a Guerra dos Nove Anos. A batalha foi a vitória naval francesa mais significativa sobre seus oponentes ingleses e holandeses durante a guerra. Os holandeses perderam sete navios de linha e três navios de fogos. Seus aliados ingleses também perderam um navio de linha, enquanto os franceses não perderam um único navio. O controle do Canal da Mancha caiu temporariamente nas mãos dos franceses, mas o vice-almirante francês Anne Hilarion de Tourville, 1º Conde de Tourville, não conseguiu perseguir a frota anglo-holandesa com vigor suficiente, permitindo que ela recuasse para o Tâmisa.
Tourville foi criticado por não dar continuidade à sua vitória e foi destituído de seu comando. O Almirante Arthur Herbert, 1º Conde de Torrington, da Marinha Real Britânica, que havia aconselhado contra o engajamento da frota francesa superior, mas que teve sua opinião rejeitada pela rainha Maria II e seus ministros, foi levado à corte marcial por sua performance durante a batalha. Embora tenha sido absolvido, o rei Guilherme III o dispensou do serviço.

## Antecedentes
O deposto Jaime II da Inglaterra fugiu para a Guerra Guilhermina na Irlanda como um primeiro passo para recuperar o trono após sua deposição após a Revolução Gloriosa. Em agosto de 1689, o marechal Frederico Armando de Schomberg, 1º Duque de Schomberg foi enviado da Inglaterra para reforçar as forças leais ao rei Guilherme, mas após o Cerco de Carrickfergus seu exército estagnou durante o inverno de 1689-1690, sofrendo de doenças e deserções. Já em janeiro de 1690, estava claro para Guilherme que ele teria que navegar para a Irlanda, com reforços substanciais, a fim de salvar a situação.
A principal frota aliada sob o comando do almirante Arthur Herbert, 1º conde de Torrington, estava estacionada no Canal da Mancha. Uma parte substancial da frota estava no Mediterrâneo sob o comando do vice-almirante Henry Killigrew, que Daniel Finch, 2º conde de Nottingham, secretário de Estado para o Departamento do Sul do rei Guilherme e conselheiro naval escolhido, esperava que neutralizasse o esquadrão francês de Toulon. Sir Cloudesley Shovell permaneceu no Mar da Irlanda, mas seu esquadrão era muito pequeno para impedir que os franceses controlassem essas águas se eles escolhessem fazê-lo. Os franceses decidiram não usar sua frota como subsidiária da campanha irlandesa. O rei Luís XIV em vez disso dirigiu sua Marinha contra Torrington no Canal. Embora 6.000 soldados franceses sob o comando de Antoine Nompar de Caumont, 1º Duque de Lauzun, tenham sido transportadas para a Irlanda para ajudar Jaime em 17 de março, a frota francesa sob o comando do Conde de Tourville retornou a Brest em 1º de maio e lá permaneceu inativa durante maio e junho, enquanto a grande frota estava se reunindo.
Esta inação francesa proporcionou a Guilherme a oportunidade que ele desejava. Em 21 de junho, ele embarcou suas forças em Chester a bordo de 280 transportes, escoltados por apenas seis navios de guerra comandados por Shovell. Em 24 de junho, sem ser molestado pela frota francesa, Guilherme desembarcou em Carrickfergus com 15.000 homens para sua campanha irlandesa, para grande consternação do principal tenente de Jaime na Irlanda, Richard Talbot, 1º Conde de Tyrconnel, que mais tarde escreveu: "A falta de um esquadrão de navios de guerra franceses no Canal de São Jorge foi nossa ruína..."

## Prelúdio

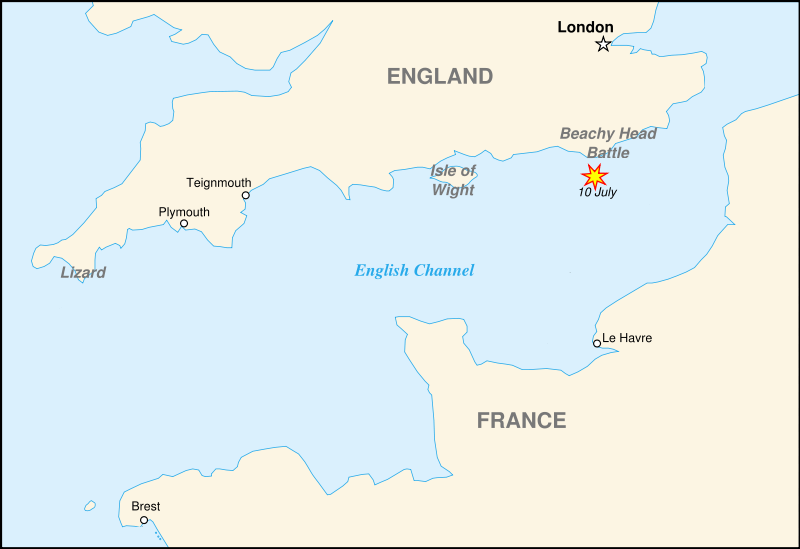
Batalha de Beachy Head, 10 de julho de 1690. Tourville obteve uma vitória clara, mas não conseguiu explorar o sucesso

Após escapar de Killigrew em Cadiz, o esquadrão de Toulon comandado por François Louis de Rousselet, Marquês de Châteaurenault, juntou-se à frota de Tourville em 21 de junho.  Tourville, comandando as frotas combinadas de Brest e do Mediterrâneo, com 75 navios de linha e 23 navios de fogos, navegou em 23 de junho para o Canal. Em 30 de junho, os franceses estavam ao largo da península The Lizard. Torrington partiu do banco de areia Nore, já convencido de que os franceses seriam mais fortes, pois grande parte da Marinha Real havia sido desviada para proteger seu comércio marítimo de corsários e a frota aliada tinha apenas 56 navios de linha ingleses e holandeses, com 4.153 canhões, contra a frota francesa de 4.600 canhões.
A frota de Torrington chegou à Ilha de Wight e foi acompanhada por um esquadrão holandês, composto por 22 navios, sob o comando de Cornelis Evertsen, o jovem. Em 5 de julho, Torrington avistou a frota francesa, calculando sua força em quase 80 navios de linha. Incapaz de prosseguir para o oeste para se juntar a Shovell e Killigrew (que estava a caminho de casa), Torrington anunciou sua intenção de recuar diante da frota francesa superior para o Estreito de Dover, acreditando que o risco para a frota seria muito grande.
Na ausência de Guilherme, a rainha Maria II e seus conselheiros – o "Conselho dos Nove" – apressaram-se a tomar medidas para a defesa do país. O Duque de Leeds pensava que era aconselhável lutar, assim como Nottingham e o Almirante Russell, que não estavam convencidos de que os franceses eram tão fortes quanto Torrington relatara e consideraram que apenas o pessimismo, o derrotismo ou a traição do almirante poderiam explicar seus relatórios. À medida que as duas frotas se moviam lentamente pelo canal (com Torrington mantendo-se cuidadosamente fora do alcance), Russell redigiu a ordem para lutar. Assinadas por Nottingham, as ordens chegaram ao almirante em 9 de julho, enquanto ele estava ao largo de Beachy Head. Torrington percebeu que não lutar era ser culpado de desobediência direta e entrar em combate era, em seu julgamento, incorrer em sério risco de derrota. Torrington convocou um conselho de guerra com seus oficiais comandantes, que concluíram que não tinham outra opção a não ser obedecer.

## Batalha

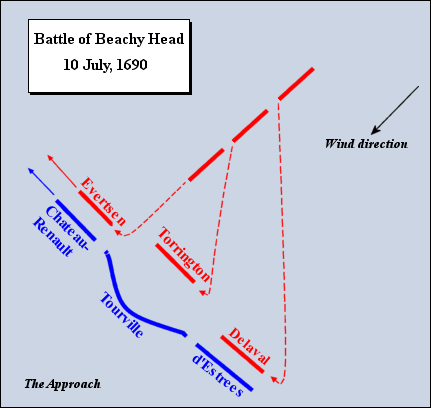
A frota francesa seguindo para NNW em direção à costa inglesa. O centro francês fundeou exatamente onde o Tourville estava estacionado

No dia seguinte, 10 de julho, em Beachy Head, perto de Eastbourne, Torrington avançou em direção aos franceses na linha de batalha. Ele colocou o esquadrão branco holandês com 21 navios, comandado por Cornelis Evertsen, na vanguarda. Torrington estava no esquadrão vermelho central. O esquadrão azul à retaguarda, comandado pelo vice-almirante Ralph Delaval, era composto por navios ingleses e holandeses.
O almirante francês dividiu sua força de 70 navios de linha nos três esquadrões habituais, com flâmulas branca, azul e branca e azul, respectivamente. Tourville, a bordo do Soleil Royal, comandou o esquadrão branco central. O esquadrão azul na vanguarda francesa era comandado por Châteaurenault. Victor-Marie d'Estrées comandava o esquadrão branco e azul da retaguarda. Em cada frota, os comandantes do esquadrão ficavam no centro de seus respectivos esquadrões e os oficiais comandantes da divisão no centro de suas divisões.
Por volta das 08:00 horas, os aliados, que tinham a posição favorável, correram juntos em linha lado a lado, alongados para cobrir toda a frota francesa e evitar a duplicação em qualquer extremidade. O esquadrão holandês avançou sobre o esquadrão francês líder para se engajar em um curso paralelo, mas deixou a divisão líder do esquadrão de Châteaurenault desmarcada. Essa divisão cortou o caminho de Evertsen e, dobrando sobre o esquadrão holandês, foi capaz de lhe infligir muitas perdas.
O vice-almirante John Ashby do esquadrão vermelho não conseguiu ajudar os holandeses, pois o Marquês de Villette conseguiu virar à frente, colocando Ashby entre dois fogos. Quando Torrington colocou o restante do esquadrão vermelho em ação, ele teve dificuldade em se aproximar o suficiente por causa da flacidez na linha francesa e não chegou a menos do que o dobro do alcance de tiros. O almirante Tourville, encontrando-se com poucos adversários no centro, empurrou para frente seus próprios navios líderes, que as disposições de Torrington haviam deixado sem oponentes, fortalecendo ainda mais o ataque francês na vanguarda. Os holandeses agora enfrentavam a oposição de todo o esquadrão de Châteaurenault e das divisões de vanguarda e centro do esquadrão de Tourville.
O esquadrão azul de Delaval, em grande desvantagem numérica, travou uma batalha desesperada com d'Estrées na retaguarda. Evertsen na vanguarda, tendo perdido seu segundo em comando e muitos outros oficiais, foi forçado a se retirar. Os holandeses mantiveram a disputa desigual com muito pouca assistência do resto da frota aliada. Ele deixou dois navios de fogos holandeses afundados (Suikermolen e Kroonvogel), um navio destruído e sem mastro capturado (Friesland de 68 canhões que mais tarde foi queimado pelos franceses) e muitos gravemente danificados. Superado, Torrington encerrou a batalha no final da tarde. Evertsen evitou mais perdas holandesas ao aproveitar a maré e a queda do vento. Ele ordenou que seus navios baixassem as âncoras enquanto os franceses, que não estavam suficientemente alertas, a todo vapor foram levados pela correnteza e para fora do alcance dos canhões.
A batalha de oito horas foi uma vitória para os franceses, mas longe de ser decisiva. Quando a maré mudou às 21:00 horas, os aliados levantaram âncora. Tourville perseguiu, mas em vez de ordenar uma perseguição geral, ele manteve a linha de batalha estrita, reduzindo a velocidade da frota para a dos navios mais lentos. Torrington queimou mais seis navios holandeses gravemente danificados (Noorderkwartier, Gekroonde Burg, Maagd van Enkhuizen, Elswout, Tholen e o navio de fogo Maagd van Enkhuizen) e um navio inglês (o terceiro navio de 70 canhões Anne) para evitar sua captura antes de ganhar o refúgio do Tâmisa. O Wapen van Utrecht afundou sozinho. Assim que Torrington estava em segurança no rio, ele ordenou que todas as boias de navegação fossem removidas, tornando qualquer tentativa de segui-lo muito perigosa.

## Consequências

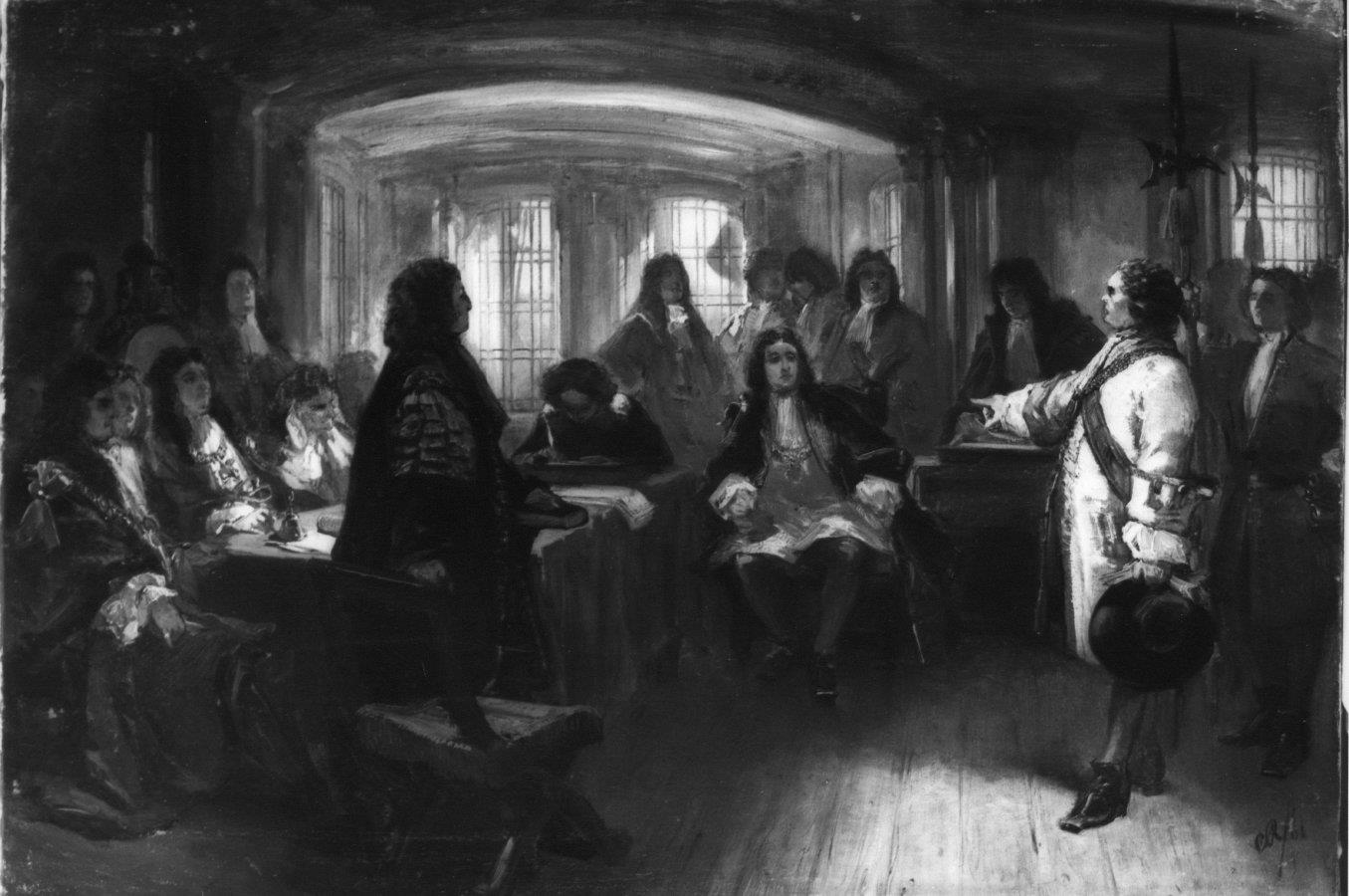
O contra-almirante holandês Gilles Schey culpa Torrington pela perda da Batalha de Beachy Head antes de uma corte marcial

A derrota de Beachy Head causou pânico na Inglaterra. Tourville tinha o comando temporário do Canal da Mancha. Parecia que os franceses poderiam ao mesmo tempo impedir Guilherme de retornar da Irlanda através do Mar da Irlanda e desembarcar um exército invasor na Inglaterra. O diarista John Evelyn escreveu:  "Toda a nação agora extremamente alarmada pela frota francesa desafiando nossa costa até a foz do Tâmisa", um medo agravado pelas notícias do Continente da vitória francesa na Batalha de Fleurus, em 1º de julho de 1690. Para se opor à invasão ameaçada, 6.000 soldados regulares, juntamente com a milícia organizada às pressas, foram preparadas pelo Conde de Marlborough para a defesa do país.
Na atmosfera de pânico prevalecente, ninguém atribuiu a derrota a probabilidades esmagadoras. Evertsen disse que Torrington havia desertado os holandeses intencionalmente. Nottingham acusou Torrington de traição, informando o rei Guilherme em 13 de julho: "Em termos claros... Torrington desertou os holandeses de forma tão vergonhosa que todo o esquadrão teria sido perdido se alguns de nossos navios não os tivessem resgatado." Nottingham estava ansioso para transferir a culpa, mas ninguém contestou sua interpretação.  "Não posso expressar a você", escreveu Guilherme ao Grande Pensionário Anthonie Heinsius na República Holandesa, "o quão angustiado estou com os desastres da frota. Estou muito mais profundamente afetado, pois fui informado de que meus navios não apoiaram adequadamente os das Províncias Unidas e os deixaram na mão.
Houve algumas boas notícias para os aliados. No dia seguinte a Beachy Head, 11 de julho, Guilherme derrotou decisivamente o aliado de Luís XIV, Jaime II, na Batalha do Boyne na Irlanda. Jaime fugiu para a França, mas os apelos a Luís para uma invasão da Inglaterra não foram ouvidos. Jean-Baptiste Colbert, Marquês de Seignelay, que havia sucedido seu pai Jean-Baptiste Colbert como ministro naval, não havia planejado uma invasão e não pensou além de Beachy Head, escrevendo para Tourville antes do engajamento: "... Ficarei satisfeito se você me informar o mais rápido possível após a batalha suas ideias sobre o emprego da frota para o resto da campanha". Tourville ancorou em Le Havre para reequipar e desembarcar seus doentes. Os franceses falharam em explorar seu sucesso. Para a fúria de Luís e Seignelay, o resultado da vitória de Tourville foi a queima simbólica e fútil da cidade costeira inglesa de Teignmouth em julho. Tourville foi destituído do comando.
Os esquadrões ingleses se reuniram na frota principal. No final de agosto, os aliados tinham 90 navios cruzando o Canal e o controle temporário francês havia chegado ao fim. Torrington havia sido enviado para a Torre de Londres a fim de aguardar uma corte marcial em Chatham, Kent. A substância da acusação era que ele havia se retirado e se mantido para trás, não havia feito o máximo para danificar o inimigo e ajudar seus próprios navios e os holandeses. Torrington culpou a derrota pela falta de preparação naval e inteligência, pois ele não havia sido informado de que a frota de Brest havia sido reforçada com o esquadrão de Toulon. Ele também alegou que os holandeses haviam se engajado muito cedo, antes de chegarem à frente da linha francesa. Para a indignação e espanto de Guilherme e seus ministros e para o deleite dos marinheiros ingleses que, certa ou erradamente, o consideravam um sacrifício político aos holandeses, o tribunal o absolveu. Torrington assumiu seu assento na Câmara dos Lordes, mas Guilherme se recusou a vê-lo e o dispensou do serviço em 12 de dezembro Torrington foi temporariamente substituído por um triunvirato de Sir Henry Killigrew, John Ashby e Sir Richard Haddock. Estes foram por sua vez substituídos pelo Almirante Russell como único comandante da frota inglesa.